# チェティンカヤ・チュルクSK
チェティンカヤ・チュルク・スポル・クリュビュ（Çetinkaya Türk Spor Kulübü）は、北キプロス・トルコ共和国ニコシアにホームを置くサッカークラブである。

## 歴史
レフコシャ・チュルク・スポル・クリュビュ（Lefkoşa Türk Spor Kulübü）は1930年に創設され、1934年のキプロス・ファーストディビジョンの創設メンバーのひとつであり、リーグにおいて唯一のトルコ系クラブだった（他の7つのギリシャ系クラブはAELリマソール、トラストAC、オリンピアコス・ニコシア、アリス・リマソール、APOEL、アノルトシス・ファマグスタ、EPAラルナカ)。1949年にチェティンカヤ・チュルク・アスナフ・オジャーウ（Çetinkaya Türk Asnaf Ocağı、1943年創設）と合併し、名前をチェティンカヤ・チュルク・スポル・ビルリイ（Çetinkaya Türk Spor Birliği）に改めた。
1951年にキプロス・ファーストディビジョンに優勝、1952年と1954年にキプロス・カップに優勝した。1951年に始まったキプロスFAシールド（スーパーカップ）ではその最初の獲得チームとなり、1952年と1954年にも優勝した。1955年に北キプロスサッカー連盟（KTFF）が組織されると、クラブはブリンジ・リグ（北キプロス最上位リーグ）の創設メンバーとなった。ブリンジ・リグでは1957-58シーズンに初優勝した。チェティンカヤ・チュルクは南北キプロスの両リーグ、カップ、スーパーカップに優勝した唯一のクラブである。

## タイトル

### キプロス時代（1934年-1954年）
- リーグ：1回

1951
- カップ：2回

1952, 1954
- スーパーカップ：3回

1951, 1952, 1954

### 北キプロス時代（1955年-現在）
- リーグ：12回

1957-58, 1959-60, 1960-61, 1961-62, 1969-70, 1996-97, 1997-98, 1999-00, 2001-02, 2003-04, 2004-05, 2006-07
- カップ：17回

1956, 1957, 1958, 1959, 1960, 1963, 1969, 1970, 1976, 1991, 1992, 1993, 1996, 1999, 2001, 2006, 2011
- スーパーカップ：7回

1991, 1992, 1993, 1996, 1998, 2001, 2006
Runners-up (3): 1997, 1999, 2000
- Dr.ファズル・キュチュク・クパス：5回

1992, 1993, 1996, 1998, 2000